# Jailson Marques Siqueira
Jailson Marques Siqueira, más conocido como Jailson, (Caçapava do Sul, 7 de septiembre de 1995) es un futbolista profesional brasileño que juega como mediocampista.

## Trayectoria
Debutó en el equipo de Grêmio en 2016 en el Campeonato Gaucho.[cita requerida] Formó parte del plantel que ganó la Copa Libertadores 2017.
El 31 de agosto de 2018 se confirmó su pase al Fenerbahçe S. K. de Turquía. La operación se cerró en 4 millones de euros, con contrato hasta 2022.[cita requerida]
Tras pasar por el fútbol chino, regresó a Brasil y en enero de 2022 se anunció su fichaje por S. E. Palmeiras. Quedó libre al finalizar la temporada 2023 y entonces regresó a Europa para jugar en el Real Club Celta de Vigo con un contrato hasta junio de 2025 más otro año opcional. Llegada esa fecha abandonó el conjunto celeste después de una temporada marcada por las lesiones en la que apenas pudo participar en trece encuentros.

## Clubes
| Club                | País    | Año       | PJ  | Goles |
| ------------------- | ------- | --------- | --- | ----- |
| Grêmio              | Brasil  | 2016-2018 | 113 | 5     |
| Fenerbahçe S. K.    | Turquía | 2018-2020 | 63  | 3     |
| Dalian Pro          | China   | 2020-2021 | 6   | 0     |
| S. E. Palmeiras     | Brasil  | 2022-2023 | 71  | 3     |
| R. C. Celta de Vigo | España  | 2024-2025 | 1   | 1     |

## Palmarés

### Títulos regionales
| Título              | Club            | Estado             | Año  |
| ------------------- | --------------- | ------------------ | ---- |
| Campeonato Gaúcho   | Grêmio          | Río Grande del Sur | 2018 |
| Campeonato Paulista | S. E. Palmeiras | São Paulo          | 2022 |
| Campeonato Paulista | S. E. Palmeiras | São Paulo          | 2023 |

### Títulos nacionales
| Título              | Club            | País   | Año  |
| ------------------- | --------------- | ------ | ---- |
| Copa de Brasil      | Grêmio          | Brasil | 2016 |
| Serie A             | S. E. Palmeiras | Brasil | 2022 |
| Supercopa de Brasil | S. E. Palmeiras | Brasil | 2023 |
| Serie A             | S. E. Palmeiras | Brasil | 2023 |

### Títulos internacionales
| Título              | Club            | Sede               | Año  |
| ------------------- | --------------- | ------------------ | ---- |
| Copa Libertadores   | Grêmio          | Lanús              | 2017 |
| Recopa Sudamericana | Grêmio          | Porto Alegre       | 2018 |
| Recopa Sudamericana | S. E. Palmeiras | Curitiba/São Paulo | 2022 |